# 요시다 독트린
요시다 독트린(일본어: 吉田ドクトリン, 영어: Yoshida Doctrine)은 연합군 총사령부(GHQ) 점령 아래 일본 정권의 수장이던 요시다 시게루 수상이 주장한 일본의 외교노선을 말한다.
일본의 안보 문제는 미국에 의존하는 한편, 군사적 예산은 최소한의 비용만을 지출, 경제발전에 국가 역량을 집중하는 정책을 말한다. 요시다 시게루가 수상이던 1950년대는 미국과 소련의 냉전으로 인해 미국은 동맹국의 군사력이 필요하던 시기였다. 따라서 미국은 강화 임무를 가지고 방일(1950.6)한 존 포스트 덜레스를 통한 일본과의 회담에서, 일본을 재무장하여 군사적 지원을 받고 아시아 지역에 대한 미국의 영향력을 높이고자 하였다. 그러나 요시다 시게루 수상은 덜레스의 요구를 거절하고, 맥아더 원수의 양측의 의견에 대한 타협안을 수용함으로써 재군비를 회피하였다. 이후 일본은 경제발전에 국가역량을 집중할 수 있었다.

## 성향
요시다 독트린이 가지는 성격은 다음과 같다.
1. 냉전 상황에서 스스로를 서방세계, 무엇보다도 미국과의 제휴를 외교의 기조로 한다.
2. 안전보장면에 있어서는 미국에 의존해서 스스로의 방위력은 최소한도로 한다.
3. 경제외교를 중시한다.

## 평가
칼 올프렌(K.Wolferen)은 '일본이라는 나라는 대외정책에 대해서 책임을 질 수 있는 정보를 갖고 있지 않다'라고 비판하였다.

## 같이 보기
- 냉전
  - 트루먼 독트린
  - 역코스
- 일본의 경제
- 일본의 경제사